# Множина Бера
У математиці, точніше в теорії міри, множини Бера утворюють σ-алгебру топологічного простору, яка уникає деяких специфічних властивостей борелівських множин.
Існує кілька нееквівалентних визначень множин Бера, але в найбільш поширеному з них множини Бера локально компактного простору Гаусдорфа утворюють найменшу σ-алгебру, в якій всі компактно задані неперервні функції є вимірними . Таким чином, міри, визначені на цій σ-алгебрі, які називаються мірами Бера, є зручною структурою для інтегрування в локально компактних гаусдорфових просторах. Зокрема, будь-яка компактно задана неперервная функція на такому просторі є інтегрованою відносно будь-якої скінченної міри Бера.
Кожна берова множина є  борелівською множиною  . Обернене твердження справедливе для багатьох, але не для всіх топологічних просторів. Берові множини уникають деяких специфічних властивостей борелівських множин на просторах без зліченної бази топології. На практиці використання байєрівських мір на байєрівських множинах часто можна замінити використанням звичайних борелівських мір на борелівських множинах.
Баєрові множини були введені Куніхіко Кодайра (1941, означення 4)  , Шідзуо Какутані (1944)   і Халмос (1950, сторінка 220)  , який назвав їх на честь функцій Бера, які, у свою чергу, названі на честь Рене-Луї Бера .

## Основні визначення
Існує щонайменше три нееквівалентних означення множин Баєра на локально компактних гаусдорфових просторах, і ще більше означень для загальних топологічних просторів, хоча всі ці означення є еквівалентними для локально компактних σ-компактних гаусдорфових просторів. Більше того, деякі автори додають обмеження на топологічний простір, на якому визначено множини Баєра, і визначають множини Баєра лише на просторах, які є компактними за Гаусдорфом, або локально компактними за Гаусдорфом, або σ-компактними.

### Перше визначення
Куніхіко Кодайра визначив , що ми називаємо множинами Бера (хоча він помилково називає їх «множинами Бореля») певних топологічних просторів, як множини, характеристична функція яких є функцією Бера (найменший клас функцій, що містить всі неперервні дійсно-значні функції і замкнені на точкових межах послідовностей). Дадлі, (1989, Розділ 7.1)  дає еквівалентне означення і визначає множини Бера топологічного простору як елементи найменшої σ-алгебри, такі, що всі неперервні дійсні функції є вимірними. Для локально компактних σ-компактних гаусдорфових просторів це еквівалентно наступним означенням, але загалом визначення не є еквівалентними.
І навпаки, баєрові функції - це саме ті дійсні функції, які є баєровимірюваними.. Для метричних просторів множини Бера збігаються з множинами Бореля. 

### Друге визначення
Халмос, (1950, page 220)  визначив множини Байєра локально компактного простору Гаусдорфа як елементи σ-ring  породженого компактними множинамиt Gδ. Це означення більше не використовується, оскільки σ-кільця  дещо вийшли з моди. Коли простір є σ-компактним, це означення еквівалентне наступному означенню
Однією з причин роботи з компактними наборами G δ множинами, а не замкненими Gδ  множинами є те, що міри Бера тоді автоматично є регулярнимирегулярними (Халмос, 1950)   .

### Третє визначення
Третє і найпоширеніше  визначення подібне до визначення Халмоса, але модифіковане так, що множини Байєра утворюютьσ-алгебру, а не просто σ-кільце.
Підмножина локально компактного хаусдорфового топологічного простору називається баєровою множиною, якщо вона є членом найменшої σ–алгебри, що містить усі компактні множини Gδ . Іншими словами, σ–алгебра множин Баєра  – це σ–алгебра, породжена всіма тими перетинами зліченної кількості відкритих множин, які дають компактну множину. Крім того, множини Байєра утворюють найменшу σ-алгебру, в якій всі неперервні функції компактної підтримки є вимірними (принаймні на локально компактних просторах Гаусдорфа; на загальних топологічних просторах ці дві умови не обов'язково повинні бути еквівалентними).
Для σ-компактних просторів це еквівалентно визначенню Халмоса. Для просторів, які не є σ-компактними, множини Бера за цим визначенням є множинами за визначенням Халмоса разом із їхніми доповненнями. Однак у цьому випадку вже не вірно, що скінченна міра Бера є обов’язково регулярною: наприклад, ймовірнісна міра Бера, яка приписує міру 0 кожній зліченній підмножині незліченного дискретного простору і міру 1 кожній зліченній підмножині, є ймовірнісною мірою Бера, яка не є регулярною.

## Приклади

### Різні визначення множин Бера нееквівалентні
Для локально компактних  гаусдорфових топологічних просторів, які не є σ-компактними, три наведені вище означення не обов’язково повинні бути еквівалентними.
Дискретний топологічний простір є локально компактним і гаусдорфовим. Будь-яка функція, визначена на дискретному просторі, є неперервною, і тому, згідно з першим визначенням, усі підмножини дискретного простору є баєровими. Однак, оскільки компактні підпростори дискретного простору є саме скінченними підпросторами, то байєрові множини, згідно з другим означенням, є саме зліченними множинами, а згідно з третім означенням, байєрові множини є зліченними множинами та їх доповненнями. Таким чином, ці три означення є нееквівалентними на незліченному дискретному просторі.
Для негаусдорфових просторів означення множин Баєра в термінах неперервних функцій не обов'язково еквівалентні означенням, що включають  Gδ-компактні множини. Наприклад, якщо X - нескінченна зліченна множина, замкнені множини якої є скінченними множинами і всім простором, то єдині неперервні дійсні функції на X є сталими, але всі підмножини X знаходяться в σ-алгебрі, породженій компактними замкнутими G δ множинами.

### Борелівська множина, яка не є множиною Бера
У декартовому добутку незліченної кількості компактних гаусдорфових просторів з більш ніж однією точкою точка ніколи не є множиною Байєра, незважаючи на те, що вона замкнута, і, отже, є борелівською. 

## Властивості
Множини Бера збігаються борелівськими множинами в евклідових просторах .
Для кожного компактного гаусдорфового простору кожна скінченна баєрова міра (тобто міра на σ-алгебрі всіх баєрівських множин) є регулярною . 
Для кожного компактного гаусдорфового простору кожна скінченна баєрова міра має унікальне розширення до регулярної борелівської міри. 
Теорема розширення Колмогорова стверджує, що кожна послідовна сукупність скінченновимірних розподілів ймовірностей приводить до баєрової міри на просторі функцій.  Припускаючи компактність (даного простору, а отже, і простору функцій ), можна розширити її до регулярної борелівської міри. В результаті отримаємо ймовірнісний простір, який не обов'язково є стандартним . 